# 劉乾 (弘治進士)
劉乾（1468年—1536年），字克柔，號毅齋，南直隸常州府靖江縣民籍江阴县人，明朝政治人物。

## 生平
七月十三日生。劉乾是弘治十一年（1498年）戊午科舉人，次年（1499年）聯捷進士，授戶部主事，遷郎中，五次出督邊餉，得當地將士心，在薊州有生祠；其後因多次疏言邊境事務切中利害，遭劉瑾嫉妒其亢直，命人縱火燒掉屯糧馬草，他遭連坐入獄，到劉瑾被誅才能證實清白。
之後劉乾調兵部武選司郎中，釐清選格，謝絕請托，正德九年（1514年）陞南京尚寶司卿，到嘉靖二年（1523年）擢任南京鴻臚寺卿，秩滿後在六年（1527年）遷南京光祿寺卿，上疏請求勾稽往牒、立例管理出入，又請以本寺煮醪費用繁複，移往北寺處理為便，得詔准許，每年省下費用；八年（1529年）發生災異，他自陳致仕，回鄉後去世，獲賜祭葬。

## 事跡
劉乾事俸父母孝順，祭酒湛若水稱他樂道人善，不言人短，同年狀元倫文敘為他寫下《忠孝傳》；他後來移居江陰，子孫亦有人居於靖江，兩縣都入祀鄉賢祠。

## 家族
曾祖劉公義。祖劉彦臯。父劉僎。母薛氏。具庆下。娶蒋氏，继娶周氏。

## 引用
1. 1 2  光緒《靖江縣志·卷十三·人物志》：劉乾，字克柔，號毅齋，宏治己未進士，授戶部主事，遷郎中，出督邊餉者五，所至得將士心，薊州有生祠；累疏言邊事切中利害，逆瑾嫉其亢直，使人縱火燒屯糧馬草，坐罪逮繫，瑾誅事得白。改兵部武選司，釐正選格，請托不行，嘉靖初擢南京鴻臚寺卿，秩滿遷光祿寺卿，疏請勾稽往牒，立條例慎出入，復請以本寺煮醪費繁併，移北寺為便，詔從之，歲省費十倍著為令，因灾異自陳致仕，歸卒賜祭葬。乾事父母孝備極祿養，祭酒湛若水稱其樂道人善，不言人短，同年倫文敘為作忠孝傳；乾後徙江陰，子孫亦有居靖者，兩邑皆祀鄉賢。
2. ↑  光緒《靖江縣志·卷十一·選舉志》：舉人……明……劉乾 （弘治）戊午舉人，官見甲榜，治行詳宦績傳
3. ↑  《明武宗毅皇帝實錄·卷一百十二》：（正德九年五月）癸未陞吏部郎中李元吉為通政使司右通政提督，謄黃兵部郎中劉乾為南京尚寶司卿。
4. ↑  《明世宗肅皇帝實錄·卷二十五》：（嘉靖二年四月戊子）陞尚寶司卿劉乾為南京鴻臚寺卿。
5. ↑  《明世宗肅皇帝實錄·卷七十五》：（嘉靖六年四月庚申）庚申陞南京鴻臚寺卿劉乾為南京光祿寺卿。
6. ↑  《明世宗肅皇帝實錄·卷一百一》：（嘉靖八年五月丁酉）南京光祿寺卿劉乾、應天府丞楊燦亦以災異乞休，俱許之。
7. ↑  《明世宗肅皇帝實錄·卷一百八十八》：（嘉靖十五年六月庚子）賜南京工部右侍郎張羽、南京光祿寺卿劉乾各祭葬如例。
8. ↑  龚延明主编 (编). . 宁波: 宁波出版社. 2016. ISBN 978-7-5526-2320-8. 《天一閣藏明代科舉錄選刊.登科錄》之《弘治十二年己未科進士登科錄》